# The Dead - Gente di Dublino
The Dead - Gente di Dublino (The Dead) è un film del 1987 diretto da John Huston, tratto dal racconto di James Joyce I morti (The Dead), contenuto nella raccolta Gente di Dublino.
Si tratta dell'ultimo film realizzato da Huston, scomparso il giorno prima dell'inizio della 44ª Mostra internazionale d'arte cinematografica di Venezia, dove il film fu presentato fuori concorso.

## Trama
Dublino, giorno dell'Epifania del 1904. Come da lunga tradizione, nel periodo natalizio le due sorelle nubili Kate e Julie Morkan, con la nipote Mary Jane, organizzano nella loro casa di Usher's Island una serata per riunire amici e parenti. Mary Jane, che è insegnante di musica, ha invitato le sue allieve, Miss O'Callaghan, Miss Furlong e Miss Higgins e alcuni giovanotti, Mr. Bergin e Mr. Kerrigan. L'anziano e galante Mr. Browne omaggia le zie con delicati mazzetti di fiori. Sono presenti anche Mr. Grace e il tenore Bartell D'Arcy, altre allieve e altri giovani uomini, la vecchia madre di Freddy Malins, insieme col figlio. La presenza di Freddy, che ha il vizio di bere e interviene spesso con discorsi fuori luogo, preoccupa le zie, che attendono con ansia l'arrivo del nipote Gabriel con la moglie Gretta, che le aiuteranno nell'intrattenere gli ospiti.
La festa inizia con un valzer suonato al pianoforte da Miss Daly. Al piano esegue una sonata anche Mary Jane. Mister Grace recita dei versi e zia Julia canta una romanza. Al ballo dei lanceri, Gabriel balla con Miss Molly Ivors, una fervente nazionalista che porta appuntata sulla camicetta bianca una spilla con emblema irlandese e relativo motto e che lo rimprovera di scrivere articoli letterari per un giornale inglese, accusandolo di essere anglofilo. La cena si apre con il tradizionale taglio dell'oca arrosto affidato a Gabriel; lo accompagnano prosciutto, arrosto e patate. Il pudding brulé viene servito da Gretta. Alla conclusione della serata Gabriel prende la parola per pronunciare il tradizionale discorso augurale. Mentre gli ospiti incominciano ad uscire e vengono chiamate le carrozze, Gretta si attarda sulla scala, intenta ad ascoltare una musica che proviene dalle stanze superiori. Bartell D'Arcy canta una canzone popolare irlandese.
In albergo, Gabriel, vedendo la moglie assorta e triste, le chiede il motivo del suo turbamento, e Gretta gli racconta che molti anni prima, quando trascorreva le vacanze a Galway dalla nonna, un ragazzo di diciassette anni, Michael Furey, innamorato di lei, le cantava spesso proprio quella canzone. Giunto l'autunno, il giorno prima che lei partisse per il collegio, pur gravemente malato era accorso nel suo giardino, sotto la pioggia, per rivederla ancora una volta, e dopo una settimana morì. Sopraffatta dall'emozione Gretta scoppia in singhiozzi e poi spossata si addormenta. Gabriel, colpito dalle confessioni della moglie, guarda fuori dalla finestra della stanza mentre la neve riprende a cadere. Non capisce come abbia potuto custodire per tanto tempo un tale segreto e si rende conto di non aver mai provato un tale sentimento per nessuna donna. Questo doveva essere veramente amore. Si chiede quale ruolo avesse avuto nella vita di Gretta, lei che aveva visto morire un ragazzo per amor suo. Pensa quindi al suo rapporto con la moglie e alla distanza fra i sogni romantici e la realtà; pensa alle persone care già scomparse e alle zie che presto se ne andranno pure loro. La neve avvolge pian piano ogni cosa. Scende ovunque in tutta l'Irlanda, persino nel cimitero dove giace sepolto Michael Furey, "cade lievemente nell'universo, come la discesa della loro ultima fine, su tutti i vivi e i morti".

## Produzione
John Huston girò il film all’età di 81 anni nel pieno della malattia che precedette la sua morte. Per questi motivi effettuò le riprese prevalentemente in studio e non a Dublino. Accanto alla figlia Anjelica, il regista volle un cast interamente irlandese.

## Accoglienza

### Critica
Per Anne-Marie Baron il film è "una meditazione dolce-amara sulla vita, sulla morte, sulla vecchiaia".
Scrisse invece Claude Beylie: "La scena della festa scivola lenta, prevista nella sua ritualità, ma il ricordo la rompe, esaltato da alcune esibizioni: dalla poesia, dal canto, dalla musica e insomma dall'arte. È lì che si annida il dolore, nel comune compianto che è l'arte e nella risonanza che arte e memoria sollecitano. Nel dialogo di ciascuno con i propri morti, che sono quanto non potrà mai più tornare, quanto non si è vissuto, o è durato troppo poco, o non si è voluto vivere".
Il critico Mario Sesti analizzò così il rapporto fra racconto e film: "il testo di Joyce (accarezzato anche da progetti di Antonioni) sembra a prima vista quasi un testo ideale per riduzioni cinematografiche-teatrali: si svolge in una rigorosa unità di spazi e l'uso del discorso libero indiretto, alternato al ricorso calibrato ma continuo ai dialoghi, non sembra presentare drammatici problemi di trasposizione. [...]. Anche per chi conosce piuttosto bene il racconto, è molto difficile notare le aggiunte, le dilatazioni, i prestiti illeciti, perché essi sono praticati in quella sfera intermedia che potremmo chiamare “immaginario” del testo che non appartiene più semplicemente al testo ma al lavoro che il lettore vi ha prodotto con la sua lettura e il deposito di scena che esso ha generato nella memoria del lettore stesso".
Il noto critico cinematografico Morandini l'ha definito "un bellissimo atto di congedo di Huston, un ateo che ama religiosamente la vita e gli uomini".

## Riconoscimenti
Il film ha ricevuto due candidature ai Premi Oscar 1988, per la miglior sceneggiatura non originale e i migliori costumi.
Ha vinto due Independent Spirit Awards 1988, per il miglior regista e la miglior attrice non protagonista ad Anjelica Huston, e un premio speciale al Tokyo International Film Festival.